# Franc (arboriculture fruitière)
Pour les articles homonymes, voir Franc.
En arboriculture fruitière, un franc est un arbre issu de semis et qui n'a donc pas les mêmes caractéristiques qu'un arbre greffé.